# Bonjar
Bonjār (farsi بنجار) è una città dello shahrestān di Zabol, circoscrizione Centrale, nella provincia del Sistan e Baluchistan in Iran. Aveva, nel 2006, una popolazione di 3.619 abitanti. Si trova ad est di Zabol. 